# Bozjoerovo (Razgrad)
Bozjoerovo (Bulgaars: Божурово) is een dorp in het noordoosten van Bulgarije, gelegen in de gemeente Koebrat in de oblast Razgrad. Het dorp ligt ongeveer 40 km ten noorden van Razgrad en 283 km ten noordoosten van de hoofdstad Sofia.

## Bevolking
Op 31 december 2020 telde het dorp Boezjorovo 343 inwoners. Het aantal inwoners vertoont al tientallen jaren een dalende trend: in 1956 woonden er nog 1.288 personen in het dorp.
| Bevolkingsontwikkeling van Boezjorovo tussen 1934 en 2020 |
| --------------------------------------------------------- |
|                                                           |
| ■ Volkstellingen ■ Schatting                              |

In het dorp vormen etnische Turken een absolute meerderheid, gevolgd door een grote Bulgaarse minderheid. In februari 2011 identificeerden 274 van de 343 ondervraagden zichzelf als etnische Turken, oftewel 80% van alle ondervraagden. 60 personen noemden zichzelf Bulgaren (17,5%), terwijl 4 personen zichzelf Roma noemden (1,2%).
| Etnische samenstelling van de respondenten (2011) | Etnische samenstelling van de respondenten (2011) | Etnische samenstelling van de respondenten (2011) | Etnische samenstelling van de respondenten (2011) | Etnische samenstelling van de respondenten (2011) |
| ------------------------------------------------- | ------------------------------------------------- | ------------------------------------------------- | ------------------------------------------------- | ------------------------------------------------- |
|                                                   |                                                   |                                                   |                                                   |                                                   |
| Bulgaren                                          | Bulgaren                                          |                                                   | 17,5%                                             | 17,5%                                             |
| Turken                                            | Turken                                            |                                                   | 79,9%                                             | 79,9%                                             |
| Roma                                              | Roma                                              |                                                   | 1,2%                                              | 1,2%                                              |
| Anders/Onbekend                                   | Anders/Onbekend                                   |                                                   | 1,4%                                              | 1,4%                                              |

Belovets - Bisertsi - Bozjoerovo - Goritsjevo - Kamenovo - Koebrat - Madrevo - Medovene - Ravno - Savin - Seslav - Sevar - Terter - Totsjilari - Joeper - Zadroega - Zvanartsi